# ティアーン・ファルコン
ティアーン・ファルコン（Tiaan Falcon、1997年10月19日 - ）は、ジャパンラグビーリーグワントヨタヴェルブリッツに所属するラグビー選手。

## プロフィール
- オーストラリア・ペンリス出身[1]。
- U20ニュージーランド代表に選ばれたことがある[2]。

## 略歴
ホークスベイ、チーフスを経て、2020年、トヨタ自動車ヴェルブリッツ(現・トヨタヴェルブリッツ)に加入。
2021年3月13日にジャパンラグビートップリーグ第4節宗像サニックスブルース戦に先発出場で日本での公式戦初出場を果たす。
2025年2月9日、リーグワン2024-25シーズン第7節の三菱重工相模原ダイナボアーズ戦で負傷。3月19日、同シーズンいっぱいの離脱を発表した。